# Goodga River
Goodga River är ett vattendrag i Australien. Det ligger i delstaten Western Australia, omkring 390 kilometer sydost om delstatshuvudstaden Perth. Goodga River ligger vid sjön Moates Lake.
Genomsnittlig årsnederbörd är 881 millimeter. Den regnigaste månaden är september, med i genomsnitt 134 mm nederbörd, och den torraste är februari, med 21 mm nederbörd.